# Rock de Japón
El rock de Japón es una denominación de la música rock desarrollada en Japón. El nombre J-rock proviene del inglés "Japanese rock", y es uno de los movimientos más potentes dentro de la cultura japonesa en la actualidad.

## Historia
Dentro de los años sesenta comenzaron a aparecer los primeros artistas más autóctonos, adoptando las formas que les llegaba del rock del exterior y adaptándolo a sus propias raíces. En esta época aparecen los primeros cantantes que escribían las letras de sus canciones, fusionando tonos y escalas occidentales con otras propias de la música tradicional japonesa, y alcanzaron gran popularidad intérpretes tales como Kazuki Tomokawa y Kan Mikami. Los cantantes de rockabilly, música beat y folk dan origen a géneros prototipos del futuro J-Pop, mientras que bandas de jazz, rock ácido, blues rock y principalmente rock psicodélico moldean al próximo J-Rock.
Surgida en 1966, la banda psicodélica de Tokio, Flower Travellin' Band, debuta en el mundo comercial con su álbum Challenge! (1968), seguido por los miniálbumes Come Back Hasagi (1969), Yoruba Child (1969), y el LP Anywhere (1970). Pero no es hasta la publicación del magistral álbum Satori (1971) que llegan a la cima de ventas en Japón, e inclusive venden algunas copias en Estados Unidos y Reino Unido. Dicho trabajo tenía fuertes influencias musicales de bandas occidentales como Black Sabbath, Blue Cheer, Cream, Iron Butterfly o The Jimi Hendrix Experience.
En 1974 surge Murasaki, que con su álbum debut homónimo da la primera muestra auténtica de un disco de Hard rock y Heavy metal hecho en el ‘país del sol naciente’. Dicho álbum estaba influido por bandas británicas como Deep Purple, Led Zeppelin, The Who y los ya mencionados Black Sabbath.
También en esta era comenzaron a aparecer exponentes japoneses del género emergente del Reino Unido conocido como el rock progresivo. Algunos artistas como After Dinner, Last At Mad y Cosmos Factory triunfaron en esta categoría.
En los 80's, bandas jóvenes con sonidos fuertes, rítmicos y agresivos comienzan a aparecer, con influencias europeas, géneros como doom metal, new wave, post-punk y power metal, entre ellos: Buck-Tick, X Japan y Dead End. Justo en esta época la música rock producida en Japón empieza a ser denominada J-Rock por los medios de comunicación en lugar de Nihonrokku o Nihon-Rock, que era el nombre recibido por el público underground desde los 70, principalmente para diferenciarle del Pop japonés influido por Madonna y Michael Jackson, así como para marcar diferencia con las Idols juveniles.

### J-Rock en la década de los noventa
El J-rock mantuvo un perfil bastante bajo desde mediados de los ochenta hasta el final de la década, en especial debido al boom de la música dance y electrónica que emergieron en esta época. El rock volvería a tomar fuerzas a principios de los años noventa cuando bandas de pop-rock como Buck-Tick, Siam Shade, Aucifer, L'Arc~en~Ciel, Mr. Children, Luna Sea, Glay, Zard, The Pillows, B'z y Bump of Chicken vuelven a atraer al público principalmente de la nueva generación, que ya comenzaba a aburrirse del Pop sintético.
- Artistas surgidos en la década anterior alcanzan su máximo nivel en los 90:
- "Zard", banda con tendencias blues rock, pop-rock, balada-rock y hard rock liderada por la cantautora Izumi Sakai, consigue un récord hasta hoy imbatible de más singles consecutivos en 1º lugar del TOP +100 ORICON. Sus exitosos álbumes Mō Sagasanai (1991), Yureru Omoi (1992), Hold Me (1993), Oh My Love (1994), Forever You (1995), Today Is Another Day (1996) y Eien (1998) lideran las listas de ventas en Asia. "Hold Me", "Yureru Omoi", "Oh My Love" y "Today Is Another Day" entran al Billboard 200 y al UK Albums Chart debido a sus altas ventas en los Estados Unidos y el Reino Unido. Izumi Sakai se consagra como una de las más grandes voces y compositoras japonesas a la altura de leyendas como Tetsuro Oda, dejando tras la muerte en 2007 de la ‘Dama del Rock’ un legado de más de 30 millones de discos vendidos en el mundo.
- "Hironobu Kageyama" abandona su estilo pop de los ochenta e incursiona en el hard rock, blues rock y heavy metal, consiguiendo renovar su repertorio musical. Sus álbumes NOW OR NEVER (1992), WE WERE ANGELS (1993) y Ketsu! Shizun! THE DOOM! (1995) superan el millón de copias vendidas. Sin embargo, Kageyama es especialmente recordado por sus temas Cha-La Head-Cha-La, We Gotta Power, Bokutachi Wa Tenshi Datta y Soldier Dream, todos ellos canciones de apertura y/o cierre de exitosas series de anime: Dragon Ball (las tres primeras) y Saint Seiya.
- Bandas de pop-rock y blues rock como Deen, Field of View y Wands también obtienen singles número uno en Oricon y rebasan el millón de copias vendidas en Japón, así como importantes incursiones comerciales en Occidente, China y Corea del Sur.
- "X Japan" llega a la cima de ventas y popularidad con álbumes como Blue Blood, Jealousy, Dahlia, y, sobre todo Art of Life, el cual es considerado una obra maestra del Heavy metal, conteniendo una única canción de 29 minutos de duración, mezclando influencias de la música clásica, Hard rock y Speed metal.

Sin embargo es al final de esta década que bandas históricas como Murasaki, X Japan, B'z y Last At Mad se disuelven, dejando un gran vacío en la escena musical nipona. También al final de los noventa surgen bandas de Indie rock y grunge que, pese a no conseguir llegar al nivel de masas como lo hicieran Zard o Buck-Tick, lograron influir en bandas de nü metal y rock alternativo en el nuevo siglo, siendo especialmente influyentes las de indie para grupos surcoreanos surgidos a partir de la segunda mitad de los 2000.
Dentro de la nueva era han aparecido numerosas bandas de J-Rock, principalmente influenciadas por el punk rock, y también del metal de occidente. Principales artistas de estos géneros son One Ok Rock, Nightmare, Maximum the Hormone, Coldrain, In-Krusted, Galneryus, Orange Range, Versailles, Asian Kung-Fu Generation, UVERworld y DIABLO GRANDE.